# Rao Xueman
Rao Xueman (en chino tradicional, 饒雪漫; en chino simplificado, 饶雪漫; pinyin, Ráo Xuĕmàn; 11 de diciembre de 1972, Zigong, Sichuan) es una escritora, guionista, bloguera, y autora china contemporánea. Se graduó en el Instituto de Tecnología de Sichuan. Además, es famosa por su "literatura de amor adolescente".

## Biografía
Rao Xueman comenzó a escribir a los catorce años.  Al inicio, fue editora de la revista <<Literatura Juvenil de Jiangsu>> y anfitrión de la Estación de Radio Popular de Zhenjiang. En 2004, Rao Xueman lanzó el campamento de verano "No soy una chica mala", prestando atención al problema de la "chica de la vanguardia", escribiendo una historia real del crecimiento de las chicas; en mayo, creó la primera novela sobre el dolor juvenil "El castillo dorado del pequeño demonio".  Luego se ha publicado una serie de novelas con gran éxito de venta en China. Ahora ella se ha convertido en guionista de varios dramas adaptados en sus novelas.